# Fagnesjön
Fagnesjön är en sjö i Timrå kommun i Medelpad och ingår i Gådeån-Indalsälvens kustområde.